# 백합과 (동물)
백합과(Veneridae)는 이매패강에 속하는 조개의 분류이다. 전 세계적으로 500여종이 속해 있다.
백합과의 하위 분류 체계에 대해서는 1930년대부터 이견이 많다.

## 아과 (킨, 1969년)
- Chioninae
- Circinae
- Clementinae
- Cyclininae
- Dosiniinae
- Gemminae
- Meretricinae
- Pitarinae
- Samarangiinae
- Sunettinae
- Tapetinae
- Venerinae